# سكوت ألتمان
سكوت ألتمان (بالإنجليزية: Scott Altman)‏ (و. 1959 – م) هو ضابط، ورائد فضاء من الولايات المتحدة الأمريكية . ولد في لينكولن .

## ريادة الفضاء
شارك في المهمات الفضائية:
- STS-125
- STS-90
- STS-106
- STS-109.

## التعليم
تعلم في جامعة إلينوي، وجامعة إلينوي في إربانا-شامبين

## الخدمة العسكرية
خدم في بحرية الولايات المتحدة.

## جوائز
حصل على جوائز منها:
- جائزة الشجاعة طيران
- وسام الجو
- وسام "العمل الشجاع في الحرب الوطنية العظمى 1941-1945
- وسام الاستحقاق.

## روابط خارجية
- سكوت ألتمان على موقع IMDb (الإنجليزية)
- سكوت ألتمان على موقع قاعدة بيانات الفيلم (الإنجليزية)